# Verhivțeve
Verhivțeve (în ucraineană Верхівцеве) este un oraș raional din raionul Verhnodniprovsk, regiunea Dnipropetrovsk, Ucraina. În afara localității principale, nu cuprinde și alte sate.

## Demografie
Componența lingvistică a orașului Verhivțeve
     Ucraineană (86,67%)
     Rusă (12,5%)
     Alte limbi (0,44%)
Conform recensământului din 2001, majoritatea populației orașului Verhivțeve era vorbitoare de ucraineană (86,67%), existând în minoritate și vorbitori de rusă (12,5%).